# Ricardo «Pajarito» Moreno
Ricardo Moreno Escamilla (Chalchihuites, Zacatecas, 7 de febrero de 1937-Ciudad de México, 25 de junio de 2008), conocido como Ricardo «Pajarito» Moreno, fue un boxeador mexicano en la división peso superpluma. Gracias a sus habilidades deportivas, fue colocado en el puesto #76 en la lista de The Ring, 100 All time Greatest Punchers.

## Primeros años
Ricardo Moreno Escamilla nació el 7 de febrero de 1937 en Chalchihuites, Zacatecas. Dejó la escuela para trabajar como minero triturador de metales. Más tarde se mudó a Ciudad de México, donde trabajó como cuidador de coches en un estacionamiento antes de dedicarse al boxeo. El 16 de junio de 1954, con 17 años, debutó como boxeador profesional sin pasar por la etapa amateur.

## Carrera profesional
Conocido como «Pajarito Moreno», se distinguía por ser un fuerte golpeador, habiendo ganado 19 de sus primeras 20 peleas y todas sus 19 victorias por nocaut.

### Título Mundial de Peso Pluma
Su única oportunidad de ganar un Campeonato Mundial fue el 1 de abril de 1958, cuando se enfrentó contra el campeón Hogan Bassey en el Wrigley Field, de Los Ángeles, California. Ricardo perdió la pelea y esta fue su única oportunidad de conseguir un título mundial, en gran parte debido a la política del boxeo.
Después de sufrir dos derrotas consecutivas, en 1967, se retiró a los 30 años de edad. Su única victoria que no fue por nocaut fue por descalificación.

## Vida posterior
Tras su retiro del boxeo, persiguió una carrera como actor, lo que lo llevó a protagonizar dos películas, y también llamó la atención por una relación amorosa que mantuvo con la concursante de Miss Universo y actriz, Ana Bertha Lepe.
El ambiente fuera del deporte lo condujo a ser un consumidor constante de alcohol y cocaína.
Alrededor de 2007, fue internado en un hospital psiquiátrico campestre cerca de Puebla, ya que se encontraba en situación de indigencia y se creía que no se hallaba mentalmente estable. Tras abandonar dicho lugar, siguió como indigente y se le vio en las cercanías del barrio del Salto del Agua en Ciudad de México, donde vivía de la caridad de las personas.

### Muerte
En sus últimos días, migró a su natal Zacatecas y posteriormente se fue a Ciudad de Durango, donde le permitieron vivir en un cuarto poco acogedor  sin muebles y sin ningún tipo de lujo. El 24 de junio de 2008, falleció en ese lugar a los 71 años de edad, mientras dormía sobre un cartón que utilizaba como cama. Fue enterrado en el Panteón Dolores de su natal Chalchihuites.

## Récord en boxeo profesional
| Récord profesional | Récord profesional | Récord profesional |
| 73 peleas          | 60 victorias       | 12 derrotas        |
| Nocaut             | 59                 | 8                  |
| Decisión           | 0                  | 4                  |
| Descalificación    | 1                  | 0                  |
| Empate             | 1                  | 1                  |
| ------------------ | ------------------ | ------------------ |

| Resultado | Récord  | Rival              | Método | Asalto, tiempo | Fecha      | Localización                                      | Notas                                                     |
| Derrota   | 60-12-1 | Silverio Ortiz     | KO     | 4 (10)         | 1967-08-13 | Macuspana, Tabasco, México                        |                                                           |
| Derrota   | 60-11-1 | Alex Benítez       | KO     | 3 (12), 1:21   | 1967-02-09 | Olympic Auditorium, Los Ángeles, California       | Por el título de peso pluma del estado de California.     |
| Victoria  | 60-10-1 | Joey Aguilar       | TKO    | 4 (10)         | 1966-12-21 | Coliseum, San Diego, California                   |                                                           |
| Derrota   | 59-10-1 | Raul Rojas         | KO     | 2 (12), 2:40   | 1966-06-03 | Sports Arena, Los Ángeles, California             |                                                           |
| Derrota   | 59-9-1  | Raul Rojas         | RTD    | 3 (10), 3:00   | 1966-03-17 | Olympic Auditorium, Los Ángeles, California       |                                                           |
| Victoria  | 59-8-1  | Víctor Robles      | KO     | 4 (10), 1:40   | 1965-10-28 | San Jose Civic, San José, California              |                                                           |
| Victoria  | 58-8-1  | Tony Vázquez       | KO     | 2 (10), 1:58   | 1965-08-26 | Auditorium, Oakland, California                   |                                                           |
| Victoria  | 57-8-1  | Fernando Goncalves | TKO    | 3 (10), 2:35   | 1965-06-26 | Auditorium, Oakland, California                   |                                                           |
| Victoria  | 56-8-1  | Beto Maldonado     | KO     | 7 (10), 0:57   | 1965-05-22 | San Jose Civic, San José, California              |                                                           |
| Victoria  | 55-8-1  | Danny Kid          | TKO    | 4 (10), 2:31   | 1965-04-26 | Civic Auditorium, San Francisco, California       |                                                           |
| Victoria  | 54-8-1  | Trino Savala       | KO     | 2 (10), 0:42   | 1965-04-10 | San Jose Civic, San José, California              |                                                           |
| Victoria  | 53-8-1  | Manuel Ochoa       | KO     | 2 (10), 1:28   | 1965-03-22 | Civic Auditorium, San Francisco, California       |                                                           |
| Victoria  | 52-8-1  | Luis Echevesta     | KO     | 1 (10), 2:21   | 1965-03-02 | Auditorium, Oakland, California                   |                                                           |
| Victoria  | 51-8-1  | Benny Burton       | RTD    | 5 (10), 3:00   | 1965-02-20 | San Jose, California                              |                                                           |
| Victoria  | 50-8-1  | Babby López        | KO     | 3 (10)         | 1964-12-10 | Acapulco, Guerrero, México                        |                                                           |
| Victoria  | 49-8-1  | Mexico Solís       | KO     | 1 (10)         | 1964-11-22 | Uruapan, Michoacán, México                        |                                                           |
| Victoria  | 48-8-1  | Ventarron Lara     | KO     | 1 (10)         | 1964-10-24 | Zitácuaro, Michoacán, México                      |                                                           |
| Victoria  | 47-8-1  | Silverio Ortiz     | KO     | 3 (10)         | 1964-07-18 | Ciudad del Carmen, Campeche, México               |                                                           |
| Victoria  | 46-8-1  | Jose Miguel Moreno | KO     | 6 (10)         | 1964-06-27 | Durango, Durango, México                          |                                                           |
| Victoria  | 45-8-1  | Ray Antunez        | KO     | 2 (10)         | 1964-06-15 | Taxco, Guerrero, México                           |                                                           |
| Victoria  | 44-8-1  | Salve Ortiz        | KO     | 3 (10)         | 1964-05-27 | Tapachula, Chiapas, México                        |                                                           |
| Victoria  | 43-8-1  | Lobito Cortez      | KO     | 2 (10)         | 1964-05-16 | Morelia, Michoacán, México                        |                                                           |
| Victoria  | 42-8-1  | Maurillio Kid      | KO     | 2 (10)         | 1964-04-21 | Tapachula, Chiapas, México                        |                                                           |
| Victoria  | 41-8-1  | Tiger Soliz        | KO     | 3 (10)         | 1964-04-17 | Tapachula, Chiapas, México                        |                                                           |
| Victoria  | 40-8-1  | Cruz Figueroa      | KO     | 2 (10)         | 1964-03-11 | Cuernavaca, Morelos, México                       |                                                           |
| Victoria  | 39-8-1  | Panchito Ortiz     | KO     | 2 (10)         | 1964-01-10 | Merida, Yucatán, México                           |                                                           |
| Victoria  | 38-8-1  | Teddy Rand         | DQ     | 5 (10)         | 1961-12-03 | León, Guanajuato, México                          |                                                           |
| Derrota   | 37-8-1  | Claudio Adame      | KO     | 7 (10)         | 1961-01-08 | Plaza de Toros, Torreon, Coahuila, Mexico         |                                                           |
| Victoria  | 37-7-1  | Panchito Villa II  | KO     | 3 (10)         | 1960-12-04 | Sabinas, Coahuila, México                         |                                                           |
| Victoria  | 36-7-1  | Héctor García      | KO     | 4 (10)         | 1960-11-05 | Aguascalientes, Aguascalientes, México            |                                                           |
| Derrota   | 35-7-1  | Kid Irapuato       | UD     | 10             | 1960-06-27 | Plaza de Toros, Tijuana, Baja California, México  |                                                           |
| Derrota   | 35-6-1  | Kid Anáhuac        | UD     | 10             | 1960-02-27 | Arena Mexico, Ciudad de México, México            |                                                           |
| Victoria  | 35-5-1  | Luis Sánchez       | KO     | 3 (10)         | 1959-10-25 | Plaza de Toros, Ciudad Juarez, Chihuahua, México  |                                                           |
| Victoria  | 34-5-1  | Héctor García      | KO     | 4 (10)         | 1959-09-27 | Chihuahua, Chihuahua, México                      |                                                           |
| Victoria  | 33-5-1  | Pat McCoy          | KO     | 5 (10)         | 1959-05-30 | Monterrey, Nuevo León, México                     |                                                           |
| Victoria  | 32-5-1  | Al Wilcher         | KO     | 2 (10)         | 1959-03-22 | Nogales, Sonora, México                           |                                                           |
| Derrota   | 31-5-1  | Davey Moore        | KO     | 1 (10), 2:58   | 1958-12-11 | Olympic Auditorium, Los Ángeles, California       |                                                           |
| Victoria  | 31-4-1  | Frankie Salas      | KO     | 2 (10)         | 1958-10-05 | Mexicali, Baja California, México                 |                                                           |
| Victoria  | 30-4-1  | Rocky Fontanette   | KO     | 1 (10)         | 1958-08-24 | Sabinas, Coahuila, México                         |                                                           |
| Derrota   | 29-4-1  | Hogan Kid Bassey   | KO     | 3 (15), 2:58   | 1958-04-01 | Wrigley Field, Los Ángeles, California            | Por los títulos de NBA, The Ring, y el peso pluma lineal. |
| Victoria  | 29-3-1  | Ike Chestnut       | TKO    | 6 (10), 2:59   | 1957-11-21 | Olympic Auditorium, Los Ángeles, California       |                                                           |
| Derrota   | 28-3-1  | Jose Luis Cotero   | KO     | 7 (10), 2:24   | 1957-05-28 | Gilmore Field, Los Ángeles, California            |                                                           |
| Victoria  | 28-2-1  | Gaetano Annaloro   | TKO    | 5 (10), 1:33   | 1957-04-01 | Cow Palace, Daly City, California                 |                                                           |
| Victoria  | 27-2-1  | Tommy Bain         | TKO    | 3 (10), 1:22   | 1957-02-12 | Legion Stadium, Hollywood, California             |                                                           |
| Victoria  | 26-2-1  | Jesse Mongia       | KO     | 2 (10), 1:06   | 1957-01-29 | County Coliseum, El Paso, Texas                   |                                                           |
| Victoria  | 25-2-1  | Sherman Liggins    | KO     | 2 (10)         | 1956-12-16 | Nuevo Laredo, Tamaulipas México                   |                                                           |
| Victoria  | 24-2-1  | Billy Evans        | KO     | 3 (10)         | 1956-10-06 | Arena Mexico, Ciudad de México, México            |                                                           |
| Victoria  | 23-2-1  | Pappy Gault        | KO     | 3 (10), 1:30   | 1956-08-15 | Tijuana, Baja California México                   |                                                           |
| Victoria  | 22-2-1  | Frankie Campos     | KO     | 4 (10)         | 1956-06-23 | Arena Mexico, Ciudad de México, México            |                                                           |
| Victoria  | 21-2-1  | Oscar Suárez       | KO     | 2 (10)         | 1956-04-28 | Arena Mexico, Ciudad de México, México            |                                                           |
| Victoria  | 20-2-1  | Alejo Mejia        | KO     | 5 (10)         | 1956-03-23 | Piedras Negras, Coahuila, México                  |                                                           |
| Empate    | 19-2-1  | Kildo Martínez     | TD     | 2 (10)         | 1956-03-04 | Mexicali, Baja California, México                 |                                                           |
| Derrota   | 19-2    | Memo Diez          | UD     | 10             | 1956-01-22 | Toreo de Cuatro Caminos, Ciudad de México, México |                                                           |
| Victoria  | 19-1    | Jorge Gabino Gómez | KO     | 2 (10)         | 1955-11-24 | Ciudad de México, México                          |                                                           |
| Victoria  | 18-1    | Mario Macias       | RTD    | 4 (10), 3:00   | 1955-10-29 | Ciudad de México, México                          |                                                           |
| Victoria  | 17-1    | Pedro García       | KO     | 1 (10)         | 1955-09-10 | Ciudad de México, México                          |                                                           |
| Victoria  | 16-1    | Americo Rivera     | KO     | 2 (10)         | 1955-07-27 | Ciudad de México, México                          |                                                           |
| Victoria  | 15-1    | Aurelio Rivera     | KO     | 1 (10)         | 1955-07-02 | Ciudad de México, México                          |                                                           |
| Victoria  | 14-1    | Mike Cruz          | KO     | 6 (10)         | 1955-06-11 | Ciudad de México, México                          |                                                           |
| Victoria  | 13-1    | Fifí Torres        | KO     | 2 (10)         | 1955-05-21 | Ciudad de México, México                          |                                                           |
| Victoria  | 12-1    | Danny Bedolla      | KO     | 1 (10)         | 1955-05-04 | Ciudad de México, México                          |                                                           |
| Victoria  | 11-1    | Jorge Gabino Gómez | KO     | 7 (10)         | 1955-04-06 | Ciudad de México, México                          |                                                           |
| Victoria  | 10-1    | Cheto Fernández    | KO     | 2 (8)          | 1955-03-10 | Arena Coliseo, Ciudad de México, México           |                                                           |
| Victoria  | 9-1     | Pepe Chavarria     | KO     | 1 (8)          | 1955-02-19 | Ciudad de México, México                          |                                                           |
| Victoria  | 8-1     | Babe Gómez         | KO     | 3 (8)          | 1955-01-19 | Ciudad de México, México                          |                                                           |
| Victoria  | 7-1     | Jorge Herrera      | KO     | 7 (10)         | 1954-12-12 | Guadalajara, Jalisco, México                      |                                                           |
| Victoria  | 6-1     | Fernando García    | KO     | 1 (8)          | 1954-11-11 | Acapulco, Guerrero, México                        |                                                           |
| Victoria  | 5-1     | Chato Monroy       | KO     | 1 (8)          | 1954-10-23 | Ciudad de México, México                          |                                                           |
| Derrota   | 4-1     | Nacho Escalante    | SD     | 6              | 1954-09-04 | Ciudad de México, México                          |                                                           |
| Victoria  | 4-0     | Antonio Coria      | KO     | 4 (8)          | 1954-08-11 | Ciudad de México, México                          |                                                           |
| Victoria  | 3-0     | Sergio Farias      | KO     | 4 (8)          | 1954-07-24 | Ciudad de México, México                          |                                                           |
| Victoria  | 2-0     | Juancito López     | KO     | 1 (6)          | 1954-06-23 | Ciudad de México, México                          |                                                           |
| Victoria  | 1-0     | Oscar Díaz         | KO     | 1 (6)          | 1954-06-16 | Ciudad de México, México                          | Debut profesional.                                        |